# Il trenino Thomas - Un mondo di avventure
Il trenino Thomas - Un mondo di avventure (Thomas & Friends - Big World! Big Adventures!) è un film del 2018 diretto da David Stoten.

## Trama
Una piccola macchina da corsa chiamata Ace arriva sull'isola di Sodor. Thomas è incantato dalle idee del suo nuovo amico, che lo incoraggia a realizzare i suoi sogni e a girare il mondo. La locomotiva blu viaggia attraverso cinque continenti, attraverso deserti, montagne e giungle pericolose. Durante il, Thomas incontra Nia, una locomotiva da cui imparerà una lezione di vita.

## Accoglienza
Il film è stato recensito negativamente. Su Rotten Tomatoes ha una percentuale di gradimento del 20%.

### Incassi
Nonostante le recensioni basse, il film ha incassato in totale 3.299.611 dollari.